# Грєшнов Михайло Миколайович
Михайло Миколайович Грєшнов (рос. Михаил Николаевич Грешнов, 5 червня 1916, Дячкіно, Область Війська Донського — пом.7 квітня 1991, Анапа) — російський радянський письменник-фантаст.

## Біографія
Михайло Грєшнов народився у слободі Дячкіно (до 1924 року - у складі Шахтської округи УСРР, тепер Тарасівський район, Ростовська область Росії), в якому його батько працював шкільним учителем. У 1933 році Грєшнов вступив до фабрично-заводського училища в Кам'янську, після закінчення якого працював слюсарем у локомотивному депо та навчався на робітфаку Ростовського університету. Пізніше, у 1938 році, Михайло грєшнов вступив до Ленінградського університету, проте не закінчив його, оскільки з 1940 до 1947 року за путівкою Наркомпросу працював учителем у школах Прибайкалля і Бурятії. Після закінчення роботи на сході Росії перебрався до Краснодарського краю, де працював учителем, а пізніше директором у сільських школах. У 1958 році Грєшнов заочно закінчив Краснодарський педагогічний інститут. У 1986 році він разом із дружиною придбав будинок у місті Анапа, де й прожив останні роки життя. Помер письменник 7 квітня 1991 року внаслідок тривалої серцевої хвороби.

## Літературна творчість
Михайло Грєшнов розпочав свою літературну творчість у кінці 50-х років ХХ століття. Перші його оповідання публікувались у періодичних видання Краснодарського краю і Ставрополя. Першим його опублікованим твором було реалістичне оповідання «Три зустрічі», першим фантастични твором стало оповідання-легенда «Золотий лотос». Для творчості письменника характерними є типові теми радянської фантастики 70-80—х років ХХ століття — зустрічі з інопланетянами, доісторичними тваринами (зокрема, мамонтом) та первісними людьми (неандертальцями), новітні технології (підземний корабель, який рухається у магмі у глибинах Землі), космічні подорожі. Більшість творів Грєшнова написані у типовому для тодішньої радянської літератури стилі соціалістичного реалізму, зокрема у оповіданні «Саган-далінь» описується будівництво в майбутньому другої гілки БАМу. Окрім фантастики, письменник також опублікував кілька збірок реалістичної прози.

## Переклади
Твори Михайла Грєшнова перекладені кількома іноземними мовами, зокрема французькою, чеською, польською, угорською, румунською мовами. Українською мовою вийшли друком дві збірки оповідань письменника — «Останній неандерталець» у 1972 році та «Північна зірка» у 1989 році.

### Збірки
- 1967 — Обратная связь
- 1971 — Лицо фараона
- 1972 — Останній неандерталець
- 1974 — Волшебный колодец
- 1975 — Одно апельсиновое зернышко
- 1980 — Продавец снов
- 1983 — Сны над Байкалом
- 1988 — Эхо
- 1989 — О чем говорят тюльпаны
- 1989 — Північна зірка
- 1991 — Саган-Далинь